# Jean-Baptiste Accolay
Jean-Baptiste Accolay (17 tháng 4 năm 1833 – 19 tháng 8 năm 1900) là một giáo viên vĩ cầm người Bỉ, nghệ sĩ vĩ cầm, nhạc trưởng và nhà soạn nhạc của thời kỳ lãng mạn. Sáng tác nổi tiếng nhất của ông là bản concerto học sinh cho vĩ cầm cung La thứ. Bản nhạc này được viết vào năm 1868 với nguyên bản ban đầu dành cho vĩ cầm và dàn nhạc giao hưởng.

## Tiểu sử
Sinh tại Brussel, Accolay học vĩ cầm tại Nhạc viện Hoàng gia Brussels và chơi độc tấu flugelhorn tại trung đoàn cuirassier thứ hai của Bruges. Ông cũng đóng vai trò như người chơi cây vĩ cầm đầu tiên tại dàn nhạc của các nhà hát Namur và Bruges. Năm 1860, ông trở thành giáo viên dạy solfège tại nhạc viện Bruges. Sau đó, ông cũng dạy vĩ cầm (1861-1864), viola (1864), tứ tấu dây (1865) và hòa âm (1874). Ông ở lại nhạc viện cho đến khi qua đời vào năm 1900.

## Concerto La thứ
Bản Concerto cho vĩ cầm cung La thứ của Accolay đã được chơi bởi nhiều nghệ sĩ vĩ cầm nổi tiếng, bao gồm cả Itzhak Perlman. Các ghi chú phụ cho bản thu âm "Concertos from My Childhood" của Perlman chỉ ra rằng có ít nhất "bảy tác phẩm của nghệ sĩ vĩ cầm và giáo viên người Bỉ bị lãng quên từ lâu, người có các bản hòa tấu (bao gồm cả tác phẩm đang được đề cập) đã được chỉnh sửa để xuất bản bởi nghệ sĩ vĩ cầm điêu luyện Mattieu Crickboom, một bảo mẫu của Eugène Ysaÿe, và là giáo sư tại Nhạc viện Hoàng gia ở Brussels. Bản Concerto in A minor (1868) của Accolay là "một trong những bản hòa tấu vĩ cầm lâu đời nhất, nó vẫn được nghiên cứu và tìm hiểu thường xuyên cho đến ngày nay. xuất phát từ phương tiện kỹ thuật đơn giản nhất."